# Nicolas Tabary
Nicola Tabary (Parigi, 22 luglio 1966) è un fumettista e grafico francese.

## Biografia
Figlio di Jean Tabary, ha imparato a disegnare al fianco del padre.
Nel 1986 ha iniziato a lavorare nel campo del designo e della comunicazione pubblicitaria; 5 anni dopo, nel 1991, ha fondato l'Atelier Graphique Nicolas Tabary, un'agenzia di design e comunicazione con sede a Rochefort.
Nicolas Tabary ha ricoperto diverse posizioni presso le Éditions Tabary, tra cui responsabile della comunicazione, direttore artistico, caporedattore della rivista Corinne et Jeannot, grafico e colorista. Ha lavorato a Iznogoud, Totoche, Grabadu et Gabaliouchtou e Corinne et Jeannot. Nel 2005, alla morte della madre, ha assunto la direzione dell'azienda.
Nel 2008 ha rilevato Iznogoud e ha pubblicato Les mille et une nuits du calife. Si tratta del primo Iznogoud prodotto senza il coinvolgimento di uno dei creatori originali. Scritto da Stéphane Tabary e Muriel Tabary-Dumas, suo fratello e sua sorella, il libro è prefato da Anne Goscinny. Jean Tabary è morto nell'agosto 2011, mentre Nicolas stava preparando l'album intitolato Iznogoud président. Questo album, sceneggiato da Nicolas Canteloup e Laurent Vassilian, è stato pubblicato nel 2012 da edizioni IMAV,.
Dal 2015, Nicolas Tabary disegna un fumetto settimanale per L'Hebdo di Charente-Maritime. Nel 2016 ha disegnato l'adattamento a fumetti del romanzo filosofico Éloge de la faiblesse di Alexandre Jollien, con il suo vecchio amico Corbeyran alla sceneggiatura.
Anche uno dei suoi zii, Jacques Tabary, era un fumettista. Lavorò principalmente per Pif Gadget, come assistente del fratello e membro dello studio dell'editore. Un altro dei suoi zii, Pierre Tabary (c)he si firmava Peter Glay, era un pittore e illustratore, in particolare per il giornale Pilote).

## Pubblicazioni
- Les Aventures d'Orick et de la Mouette trieuse - L'île aux trois couleurs, sceneggiatura di Muriel Tabary-Dumas e Nicolas Tabary, Cap L'Orient, 2003
- Tête de Com' - Le petit monde de Gigapôle, sceneggiatura di Jean-Pierre Cétou, JMD Conseil :

1. Volume 1, 2004
2. Volume 2, 2006

- Karo & Niko - Mystère sur le littoral, sceneggiatura di Frédéric Huet, Kéolis, 2004
- Iznogoud tome 28: Les Mille et une nuits du calife[2], sceneggiatura di Stéphane Tabary e Muriel Tabary-Dumas, colori di Studio Léonardo, Éditions Tabary, 2008
- Le nuove avventure di Iznogoud, IMAV Édizioni:

1. Iznogoud Président, volume 29[6].[8], sceneggiatura di Nicolas Canteloup e Laurent Vassilian, colori di Vittorio Léonardo, inchiostrazione di Alain Sirvent, IMAV Edizioni, 2012
2. De père en fils[9],[10], sceneggiatura di Laurent Vassilian, 2015

•  Éloge de la Faiblesse, autore Alexandre Jollien e sceneggiatura di Eric Corbeyran, Éditions Marabulles, 2016.